# Of Kingdom and Crown
Of Kingdom And Crown (стилизовано как ØF KINGDØM AND CRØWN) — десятый студийный альбом американской грув-метал-группы Machine Head, выпущенный 26 августа 2022 года на лейбле Nuclear Blast.

## Создание
После выходя девятого альбома, Catharsis, в 2018 году группу покинули гитарист Фил Деммел и барабанщик Дэйв Макклейн. В апреле 2019 года группа сообщила, что отправляется в концертный тур, посвящённый 25-летию с выхода их дебютного альбома Burn My Eyes и в сентябре того же года анонсировали присоединение к группе гитариста Вацлава Келтыка из польской дэт-метал-группы Decapitated и ударника Мэтта Элстона из готик-метал-группы Devilment. Параллельно с этим Machine Head решили сконцентрироваться на создании синглов. 11 октября 2019 года они выпустили сингл «Do or Die», а 14 февраля 2020 года сингл «Circle The Drain». 17 июня 2020 года группа выпустила двухтрековый сингл «Civil Unrest», содержащий песни «Stop The Bleeding» и «Bulletproof».
Незадолго до выпуска «Civil Unrest» Machine Head отменили тур в честь Burn My Eyes из-за пандемии COVID-19 и начали писать материал для своего десятого альбома. В ноябре музыканты выпустили очередной сингл «My Hands Are Empty», который в конечном счёте войдёт в Of Kingdom And Crown. 11 июня 2021 года был выпущен трёхпесенный сингл Arrows In Words From The Sky, в треклист которого помимо заглавной песни вошли композиции «Become the Firestor» и «Rotten». В то же время Флинн вместе с басистом Джаредом Макичерном и продюсером Заком Ореном начали записывать демо-треки для грядущего релиза в Sharkbite Studios в Окленде. Из-за режима самоизоляции барабанщик Мэтт Элстон не смог приехать в студию, в связи с чем музыканты наняли барабанщика Entheos и Animals as Leaders Нэвина Копервейса. 3 февраля 2022 года было объявлено, что группа завершила сведение и мастеринг новой пластинки, и её выход ожидается летом того же года. 11 апреля 2022 года группа анонсировала Of Kingdom And Crown, выпустив вместе с анонсом видео на сингл «Choke On The Ashes Of Your Hate».

## Концепция
Of Kingdom And Crown является концептуальным альбомом и рассказывает о футуристическом мире пустошей, в котором небо окрашено в багрово-красный цвет. История повествует о двух героях: Аресе, который потерял любовь своей жизни (Аметист) и начинает кровавую месть против секты, ответственной за её убийство, и преступнике Эросе, чья мать умирает от передозировки наркотиков, после чего тот теряет контроль над собой и начинает убивать. Тексты песен демонстрируют, как пересекаются их судьбы.
Роб Флинн поделился, что концепция альбома частично была вдохновлена аниме-сериалом «Атака Титанов», которым были «одержимы» его два сына-подростка. Флинн в первую очередь вдохновился отсутствием однозначно «плохих» и «хороших» персонажей, из-за чего на Of Kingdom And Crown оба персонажа верят, что поступают правильно, но по сути «совершают акты чистой жестокости и зла».

## Список композиций
| №                   | Название                          | Длительность |
| ------------------- | --------------------------------- | ------------ |
| 1.                  | «Slaughter the Martyr»            | 10:25        |
| 2.                  | «Choke on the Ashes of Your Hate» | 4:06         |
| 3.                  | «Become the Firestorm»            | 5:00         |
| 4.                  | «Overdose»                        | 0:58         |
| 5.                  | «My Hands Are Empty»              | 5:32         |
| 6.                  | «Unhallowed»                      | 6:29         |
| 7.                  | «Assimilate»                      | 0:59         |
| 8.                  | «Kill Thy Enemies»                | 5:40         |
| 9.                  | «No Gods, No Masters»             | 4:18         |
| 10.                 | «Bloodshot»                       | 4:20         |
| 11.                 | «Rotten»                          | 4:47         |
| 12.                 | «Terminus»                        | 1:12         |
| 13.                 | «Arrows in Words from the Sky»    | 5:55         |
| Общая длительность: | Общая длительность:               | 59:41        |

| №                   | Название                                             | Длительность |
| ------------------- | ---------------------------------------------------- | ------------ |
| 14.                 | «Exteroception»                                      | 4:45         |
| 15.                 | «Arrows in Words from the Sky» (акустическая версия) | 5:53         |
| Общая длительность: | Общая длительность:                                  | 70:19        |

## Участники записи
Machine Head
- Робб Флинн — вокал, гитара
- Вацлав «Vogg» Келтыка — гитара
- Джаред Макичерн — бас-гитара
- Мэтт Элстон — ударные

Приглашённые музыканты
- Нэвин Копервейс — ударные

Производственный персонал
- Зак Орен — продюсирование, сведение, мастеринг
- Спирос Антониу — обложка